# Eligio Ancona
Eligio María Ancona Castillo fue un maestro, abogado, novelista, historiador, dramaturgo, periodista y político mexicano, nacido en Mérida, Yucatán. Prohombre liberal, nombrado benemérito del estado de Yucatán. Fue gobernador de Yucatán primero como interino en 1868 y, después entre 1875 y 1876. Más tarde fue ministro de la Suprema Corte de Justicia de la Nación.
Nació el 30 de noviembre de 1836 y murió en la Ciudad de México, 3 de abril de 1893. Ahora bien, existen dos versiones respecto de la fecha de su nacimiento, la primera consignada como el 1 de diciembre de 1836 por Francisco Sosa en "Los Contemporáneos" (1884) y por Gustavo Martínez Alomía en Historiadores de Yucatán (1906), y la segunda, el 30 de noviembre de 1835, mencionada por la fuente citada, además de diversos autores como Manuel Mestre Ghigliazza miembro de la Academia Mexicana de la Historia, en su libro Efemérides biográficas (1945). La controversia quedó aparentemente dilucidada en 1936, al encontrarse el acta bautismal de Eligio Jesús Ancona Castillo en los archivos parroquiales de la catedral de Yucatán con la fecha de nacimiento del 30 de noviembre de 1835. Eligio Ancona fue padre del también gobernador de Yucatán y diputado constituyente de México en 1916 y 1917, Antonio Ancona Albertos y también, de manera póstuma, del matemático y periodista Joaquín Ancona Albertos.

## Primeros años y estudios
Eligio Ancona estudió el bachillerato en la ciudad de Mérida en el Seminario Conciliar de San Ildefonso.  Continuó sus estudios en la Universidad Literaria de Yucatán y se tituló como abogado en 1862.

## Carrera política
Fue regidor del ayuntamiento de Mérida, pero se declaró republicano y abandonó su puesto cuando comenzó el segundo imperio mexicano.  Criticó el régimen de Maximiliano escribiendo y dirigiendo el periódico La Píldora, el cual fue censurado rápidamente.  En 1866 realizó un segundo intento de periodismo crítico dirigiendo el órgano informativo Yucatán, pero nuevamente fue censurado, siendo en esta ocasión apresado y enviado a la isla de Cozumel.
En 1865 se unió a los grupos liberales que apoyaban el gobierno de Benito Juárez. Este, para restaurar la República en la península de Yucatán, lo nombró secretario general del gobierno y gobernador interino de Yucatán en 1868.  Una vez logrado el propósito restaurador en el país, en 1875 se refrendó en el cargo de gobernador constitucional del estado de Yucatán pero al no reconocer la revolución de Tuxtepec, ni el proceder de Porfirio Díaz, decidió abandonar el puesto.  No obstante, más tarde fue nombrado magistrado del Tribunal de Circuito de Yucatán.  En 1891 por su experiencia como jurisperito fue designado magistrado de la Suprema Corte de Justicia. En el ocaso de su vida fue diputado al congreso federal en representación de Yucatán.  Fue miembro de la Sociedad de Geografía y Estadística.

## Historiador, novelista y dramaturgo

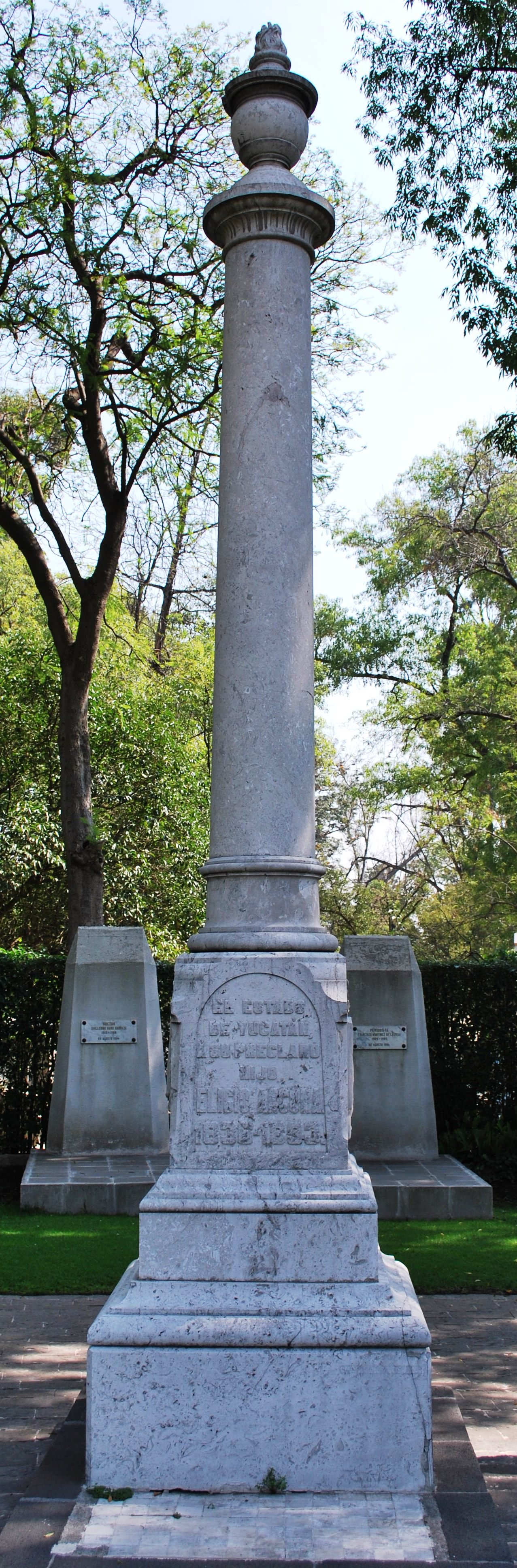
Sepulcro de Eligio Ancona en la Rotonda de las Personas Ilustres.

Sus obras primordialmente fueron novelas históricas, entre ellas se encuentran:
- La mestiza (1861)
- La cruz y la espada (1864)
- El filibustero (1864)
- Los mártires del Anáhuac (1870)
- El Conde de Peñalva (1879)
- Historia de Yucatán: desde la época más remota hasta nuestros días. (1878-1880, en cuatro volúmenes)
- Memorias de un alférez (1904, editada de forma póstuma),[7][8]

La novela histórica Los mártires del Anáhuac describe los hechos históricos de la Conquista de México. Durante la narración del tormento de Cuauhtémoc imprimió un toque romántico de las palabras del huey tlatoani, cambiando la frase registrada por Bernal Díaz del Castillo: «¿Acaso estoy en un baño o deleite?» por la frase «¿Estoy acaso en un lecho de rosas?».  Esta última frase se ha difundido y popularizado por más de cien años. En 1891 José V. Castillo edita nuevamente La mestiza, de ahí las confusiones en la fecha de la primera edición.
En el libro Historia del Teatro Peón Contreras de  Gonzalo Cámara Zavala, encontramos que de Eligio Ancona se presentaron las obras Una boda de astucia, La fiesta de Santiago, Nuevo método de atrapar a una joven, La caja de hierro, Las alas de Ícaro  y Rica heredera. De ninguna de estas obras queda nada escrito, no podemos conocer trama, personajes o estilo. Nos quedan, sin embargo, los comentarios recogidos por Arturo Gamboa Garibaldi en la Enciclopedia Yucatanense que con respecto a Nuevo método de atrapar a una joven, fueron publicados en El Espíritu Nacional el lunes 18 de agosto de 1862. Dice Gamboa: 

La originalidad de su argumento y los chistes de que está sembrada, arrancaron al público estrepitosos e innumerables aplausos, y el autor fue llamado a la escena a la conclusión de la pieza.

Queda de Ancona, una obra de teatro de su juventud, fechada cuando tenía 23 años, en noviembre de 1858. Valentina es una obra encontrada entre los archivos resguardados por Aercel Espadas y su esposa Maricarmen Ancona, nieta de Ancona. Interesante es el anagrama perfecto utilizado por Eligio Ancona pues firma la obra como “Ignacio Onela”. Este drama en tres actos cuenta con seis personajes y se desarrolla en versos octosilábicos y endecasílabos. Trata del conflicto de amores de Valentina y sus dos cortejadores, Alberto y Rodrigo, este último un delincuente pero a quien Valentina quería.
La obra Historia de Yucatán: desde la época más remota hasta nuestros días describe la historia de la península de Yucatán hasta los años de 1880. Un quinto volumen inédito de esta obra, que estuvo en posesión de Martínez Alomía, fue publicado en 1905  por José María Pino Suárez, a la sazón director del diario El Peninsular.

Yucatán le debe a Eligio Ancona más que Escocia a Walter Scott, porque el ilustre prócer yucateco, además de haber dado narraciones novelescas de la época colonial, dejó una historia documentada de Yucatán
José María Pino Suárez

## Reconocimientos

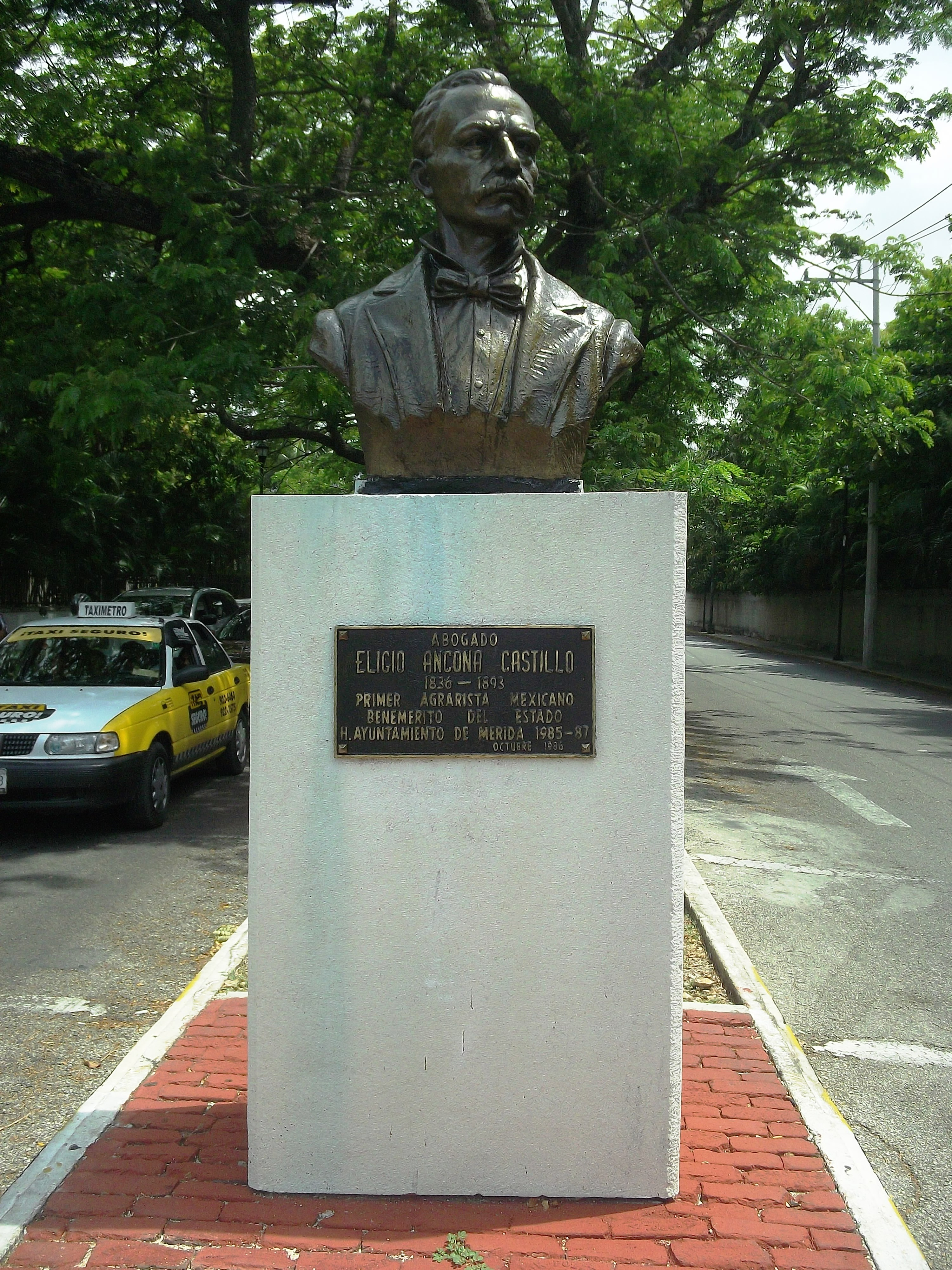
Busto de Eligio Ancona en Mérida, Yucatán.

- Dos años después de su muerte, la Legislatura de Yucatán lo declaró Benemérito del Estado y acordó colocar su nombre en letras de oro en uno de los muros del salón de sesiones del Congreso.[13]
- Sus restos mortales fueron exhumados y trasladados a la Rotonda de las Personas Ilustres el 13 de abril de 1903.[14]

## Medalla Eligio Ancona
En 1947 el gobierno de Yucatán convocó a un concurso con motivo de la celebración del primer centenario del inicio de la Guerra de Castas, destinado a premiar un trabajo que mejor describiera  este cruento episodio de la historia de Yucatán. A tal premio se le dio el nombre de Eligio Ancona. Más tarde, en 1960, el propio gobierno yucateco, instituyó la Medalla Eligio Ancona para ser conferida a un yucateco por nacimiento, independientemente del lugar de su domicilio, distinguido en las artes, las ciencias y la cultura en general.
Esta medalla y el diploma correspondiente se otorgan hasta la fecha, anualmente, según laudo de la Universidad Autónoma de Yucatán, para lo cual esta institución lanza una convocatoria pública los primeros días de cada año a fin de recibir propuestas de entre las que se discierne el premio en el mes de mayo.

## Referencias

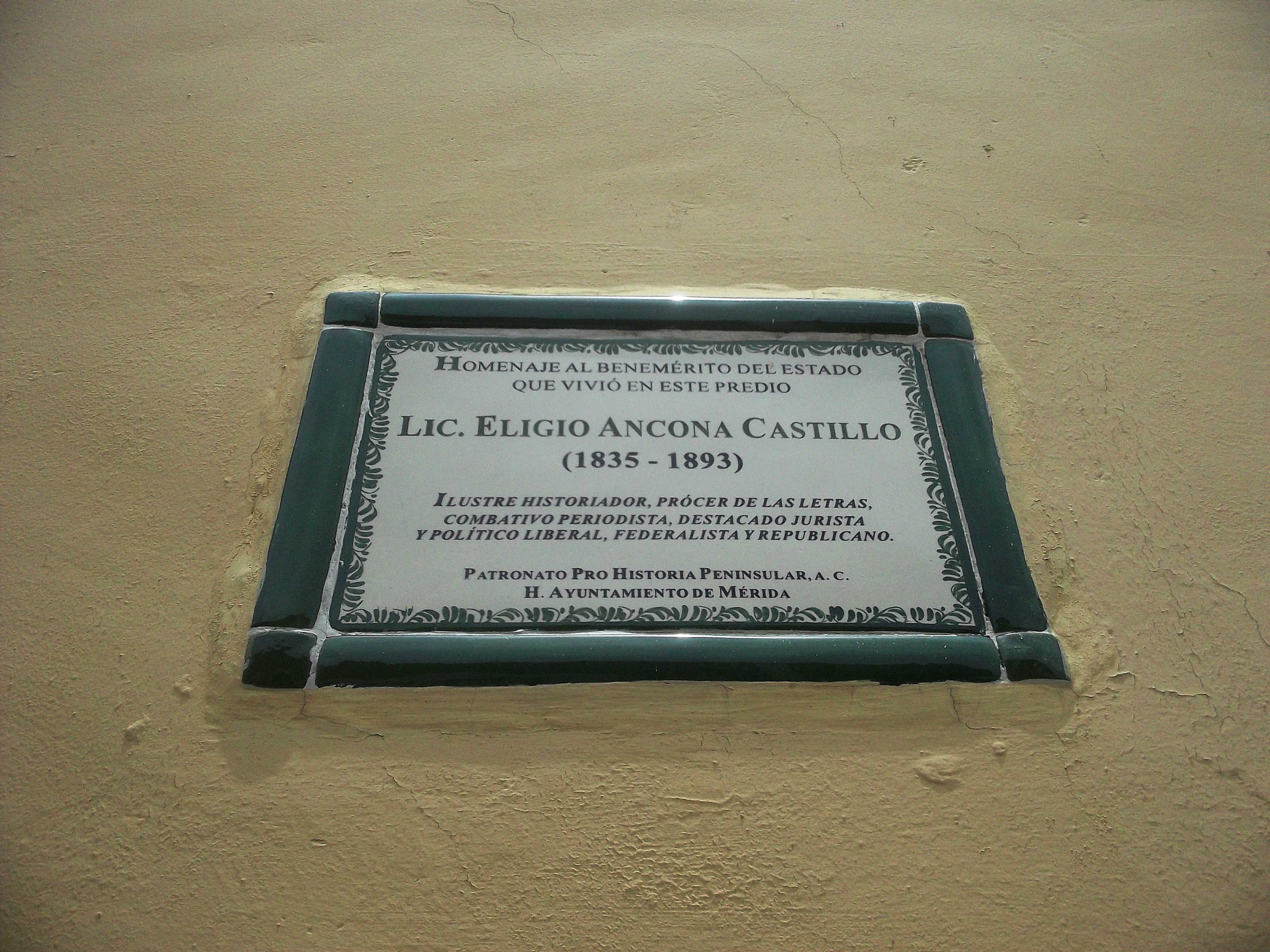
Casa de Eligio Ancona en Mérida, Yucatán.